# Sharon Jones (Sängerin)
Sharon Lafaye Jones (* 4. Mai 1956 in Augusta, Georgia; † 18. November 2016 in Cooperstown, New York) war eine US-amerikanische Soul- und Funk-Sängerin. Bekanntheit erlangte sie vor allem ab 2002 durch die Veröffentlichung mehrerer Alben mit den Dap-Kings (Sharon Jones & the Dap-Kings).

## Werdegang
Als Kind sang Sharon Jones im Kirchenchor Gospel-Lieder. Sie interessierte sich schon früh für die Musik von James Brown, der auch in Augusta aufgewachsen war. Im Teenager-Alter zog sie mit ihrer Familie nach Brooklyn, wo sie sich einen Plattenvertrag erhoffte. Stattdessen sang sie im Begleitchor für andere und arbeitete u. a. als Gefängnisaufseherin.
1996 fiel sie Gabriel Roth und Philippe Lehman, den Betreibern des Musiklabels Desco Records, auf. Sharon Jones war eine der Begleitsängerinnen bei Aufnahmen der Band Soul Providers. Bei Desco veröffentlichte Jones mehrere Singles. 2000 wurde Desco eingestellt.
2001 gründete Gabriel Roth mit Neal Sugarman (The Sugarman Three) das Label Daptone Records mit der Hausband The Dap-Kings, hervorgegangen im Wesentlichen aus den Soul Providers. Mit dieser Band im Hintergrund nahm Sharon Jones mehrere Alben auf (Sharon Jones & the Dap-Kings), die zunehmend erfolgreicher waren.
Im Jahr 2013 wurde bei Sharon Jones ein Gallengangskarzinom diagnostiziert. Wegen dieser Krebserkrankung musste die Sängerin sowohl die Veröffentlichung ihres Albums Give the People What They Want als auch die geplante Tournee im Juni des Jahres absagen. Nach Beendigung der Chemotherapie und kurz vor Veröffentlichung des verschobenen Albums am 14. Januar 2014 bestätigte Sharon Jones, wieder auf die Bühne zurückzukehren. Das Bühnencomeback wurde auch in dem 2015 veröffentlichten Film Miss Sharon Jones! dokumentiert.
Am 18. November 2016 starb Sharon Jones an Bauchspeicheldrüsenkrebs.

## Diskografie (Auswahl)

### Alben
- Dap Dippin’ with Sharon Jones and the Dap-Kings (2002, Daptone DAP-001)
- Naturally (2005, Daptone DAP-004)
- 100 Days, 100 Nights (2007, Daptone DAP-012)
- I Learned It the Hard Way (2010, Daptone DAP-019)
- Soul Time! (2011, Daptone DAP-024)
- Give the People What They Want (2014, Daptone DAP-032)
- It’s a Holiday Soul Party (2015, Daptone DAP-037)
- Soul of a Woman (2017, Daptone DAP-050)

### Desco-Singles
- Damn It’s Hot /  Damn It’s Hot Part 2 (1996, Desco DS-1004)
- Bump & Touch / Hook & Sling Funky Superfly (1997, Desco DS-1005)
- You Better Think Twice / I Got the Feeling (1998, Desco DS-1010)